# Jean-Baptiste Tati Loutard

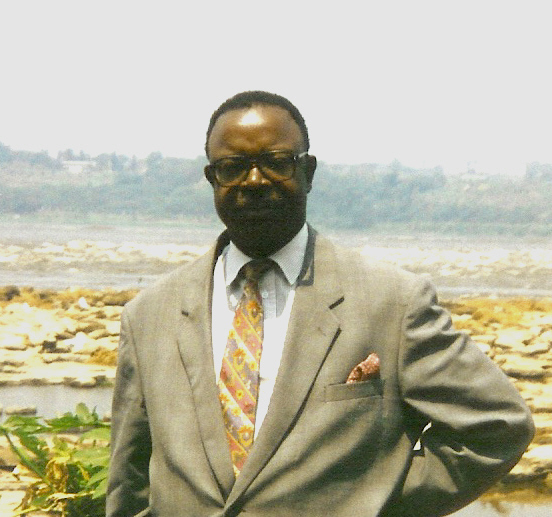
Jean-Baptiste Tati Loutard

Jean-Baptiste Tati Loutard (* 15. Dezember 1938 in Ngoyo, Kouilou, Republik Kongo; † 4. Juli 2009 in Paris, Frankreich) war ein kongolesischer Schriftsteller. Darüber hinaus bekleidete er mehrere Ämter, unter anderem das des Ministers für Hochschulwesen, und lehrte an der Universität Brazzaville. Zuletzt war er Minister für Energie.

## Leben
Tati Loutard wuchs in der Umgebung von Pointe-Noire auf, wo er eine Schule besuchte und das Abitur machte. 1961 ging er nach Frankreich, wo er in Bordeaux Sprach- und Literaturwissenschaften studierte. 1966 kehrte er in den Kongo zurück und nahm in Brazzaville eine Lehrtätigkeit an der dortigen Universität auf. Später wurde er dort Dekan der gesellschaftswissenschaftlichen Fakultät. Seine ersten Bücher, Poemes de la mer und Les Racines congolaises, erschienen 1968. Später schrieb er noch einige weitere Bücher, alle in französischer Sprache. 1977 erhielt er den Prix Simba und 1987 den Grand Prix littéraire de l’Afrique noire.